# PPAR alfa
Os receptores ativados por proliferadores peroxissomais do tipo alfa são fatores de transcrição dependentes de ligantes e tem importância na regulação dos níveis de triglicerídeos e na homeostase energética.  Recebe este nome, por ser a primeira isoforma dos PPARs a ser descrita.

### Distribuição tecidual e funções fisiológicas
O PPARα é altamente expresso em tecidos como coração, rim, fígado, intestino e tecido adiposo marrom, pois nestes há alta atividade de catabolismo de ácidos graxos. Controla primordialmente a expressão de genes diretamente envolvidos nos processos de homeostase energética por meio, por exemplo, da β-oxidação no fígado fornecendo energia para os tecidos periféricos. O PPARα pode apresentar efeitos anti-inflamatórios em macrófagos da parede vascular e em células endoteliais.
O receptor atua como um sensor lipídico no fígado, capaz de reconhecer e responder ao influxo de ácidos graxos, estimulando a expressão de genes específicos para manter sua regulação.

### Ligantes de PPARα: naturais e sintéticos
Fármacos agonistas de PPARα são utilizados na terapêutica principalmente no tratamento da dislipidemia. Seus principais agonistas são derivados do ácido fíbrico, mais comumente conhecidos como fibratos. Os exemplos mais utilizados são o bezafibrato.
Ácidos graxos também podem ser ligantes de PPARα, endógenos ou sintéticos, assim como seus derivados.
1. ↑  Germain P, Staels B, Dacquet C, Spedding M, Laudet V. Overview of nomenclature of nuclear receptors. Pharmacol Rev. 2006;58:685–704
2. ↑  Lefebvre P, Chinetti G, Fruchart JC, Staels B. Classificando os papéis do PPAR alfa no metabolismo energético e na homeostase vascular. J Clin Invest. 2006; 116 : 571-80
3. ↑  Reddy JK, Rao MS. Lipid metabolism and liver inflammation. II. Fatty liver disease and fatty acid oxidation. Am J Physiol Gastrointest Liver Physiol. 2006;290:G852–8
4. ↑  Willson TM, Brown PJ, Sternbach DD, Henke BR. The PPARs from orphan receptors to drug discovery. J Med Chem. 2000;43:527–50